# Edward Vissers
Edward "Ward" Vissers, né le 4 juillet 1912 à Anvers et mort le 2 avril 1994 à Anvers, est un coureur cycliste belge. Il devient professionnel en 1932 et le reste jusqu'en 1943. Il participe trois fois au Tour de France et s'y classe 6e en 1937, 4e du 1938 et 5e en 1939. Il remporte deux étapes, à Paris en 1937 et à Toulouse en 1939.

## Palmarès
- 1933
  - 2e du Circuit des régions flamandes
  - 4e de Liège-Bastogne-Liège
- 1934
  - 3e du Grand Prix de la ville de Vilvorde
- 1935
  - Champion de la province d'Anvers
  - 2e du Grand Prix de la ville de Vilvorde
  - 2e du Grand Prix de l'Escaut
  - 3e du Grand Prix de Hesbaye
  - 7e de Liège-Bastogne-Liège
- 1936
  - 5e étape du Tour de Suisse
  - 6e du championnat du monde sur route
- 1937
  - 20e étape du Tour de France
  - 6e du Tour de France
- 1938
  - 2e du Tour du Limbourg
  - 4e du Tour de France
  - 5e du championnat du monde sur route
  - 8e de Liège-Bastogne-Liège
  - 9e du Tour des Flandres
- 1939
  - Paris-Belfort
  - 9e étape du Tour de France
  - 3e du Tour des Flandres
  - 3e de Liège-Bastogne-Liège
  - 5e du Tour de France

## Résultats sur le Tour de France
3 participations
- 1937 : 6e, vainqueur de la 20e étape
- 1938 : 4e
- 1939 : 5e, vainqueur de la 9e étape